# Widokówka z tego świata i inne rymy z lat 1986-1988
Widokówka z tego świata i inne rymy z lat 1986–1988 – tom poetycki Stanisława Barańczaka, opublikowany nakładem Zeszytów Literackich w Paryżu w 1988 roku, a następnie, w tym samym roku, kilkakrotnie wydany w Polsce w drugim obiegu.

## Kompozycja tomu
Tom składa się z 25 utworów i ma formę cyklu poetyckiego; rozpoczyna się od opisu procesu przebudzenia (zawartego w inicjującym tom utworze Co mam powiedzieć), przedzielony jest w połowie wierszem Południe, a kończy się opisem zasypiania (wiersz Żeby w kwestii tej nocy była pełna jasność). Do czynności wykonywanych rano i wieczorem nawiązują także tytuły wierszy Podnosząc z progu niedzielną gazetę (drugi utwór cyklu) i Wynosząc przed dom kubły ze śmieciami (utwór przedostatni). Również inne wiersze tomu układają się symetrycznie, m.in. Prześwietlenie i Zdjęcie (motyw fotografii) oraz Czerwiec 1962 i Sierpień 1988.
Kolejne elementy tomu składają się na akcję, która obejmuje jedną niedzielę emigranta w USA, wypełnioną rutynowymi czynnościami, stanowiącymi punkt wyjścia dla rozważań metafizycznych.

## Recepcja
Utwór był licznie omawiany i recenzowany, m.in. w artykułach: Lekcja anatomii i listy do Pana Boga Jana Zielińskiego ("Tygodnik Powszechny"), Jakieś Ty Tadeusza Nyczka ("Zeszyty Literackie"), Między tym światem a światem łaski Mariana Stali ("Arka") oraz Sacrum w profanum Bogusławy Latawiec ("Kultura Niezależna"). Natomiast w 1988 Stanisław Barańczak otrzymał za Widokówkę... nagrodę czasopisma "Arka".